# Monsonia angustifolia
Monsonia angustifolia är en näveväxtart som beskrevs av Ernst Meyer. Monsonia angustifolia ingår i släktet hottentottnävor, och familjen näveväxter. Inga underarter finns listade i Catalogue of Life.